# Pleurodema borellii
Pleurodema borellii es una especie  de anfibios de la familia Leptodactylidae.

## Distribución geográfica
Se encuentra en la Argentina en las provincias de Jujuy, Salta, Tucumán, Catamarca, Córdoba, La Rioja, Chaco y Santiago del Estero. También puede encontrarse en el Sur de Bolivia (Tarija).